# Legend (2015)
Legend is een Britse misdaadfilm uit 2015, geschreven en geregisseerd door Brian Helgeland. De film is gebaseerd op het boek The Profession of Violence: The Rise and Fall of the Kray Twins en vertelt het levensverhaal van de Londense gangsters Ronald en Reggie Kray, die beiden vertolkt worden door Tom Hardy.

## Verhaal
Het verhaal speelt zich af in de jaren 1950. Reggie Kray is een gewezen bokser die nu deel uitmaakt van de Londense onderwereld. Zijn tweelingbroer Ronald zit opgesloten in een psychiatrische instelling. Reggie oefent wat druk uit en krijgt zijn broer vervroegd vrij, waarna de twee samen de macht grijpen in het misdaadmilieu.
Door middel van geweld en afpersing nemen ze een lokale nachtclub over. Reggie begint daarnaast een relatie met Frances, maar belandt dan in de gevangenis omwille van een oude zaak. Tijdens zijn verblijf in de gevangenis verliest Ronald de controle over zijn psychopathische problemen, waardoor hij klanten wegjaagt en de nachtclub minder populair wordt. Wanneer Reggie opnieuw vrijkomt, gaan de twee broers met elkaar op de vuist, waarna ze terug vrede sluiten.
De broers worden vervolgens benaderd door Angelo Bruno, een Amerikaanse gangster die onderhandelt in naam van Meyer Lansky. Hij wil de opbrengsten uit het Londense gokmilieu met de broers delen in ruil voor bescherming. Aanvankelijk is de deal zeer winstgevend voor de broers, maar omdat Ronald nog steeds met zijn psychopathische problemen kampt, trekt hij steeds vaker de aandacht van Scotland Yard, dat een onderzoek begint naar de tweelingbroers.
Reggie begint Frances te mishandelen. Zijn echtgenote verlaat hem en pleegt uiteindelijk zelfmoord door een overdosis geneesmiddelen te nemen.
Door het onderzoek van politiedetective Leonard "Nipper" Read wordt het steeds moeilijker om uit de greep van de politie te blijven. Eerst loopt Ronald tegen de lamp, waarna de politie ook Reggie weet te overmeesteren in diens appartement.

## Rolverdeling
| Acteur                | Personage                                     |
| --------------------- | --------------------------------------------- |
| Tom Hardy             | Ronald "Ronnie" Kray / Reginald "Reggie" Kray |
| Emily Browning        | Frances Shea                                  |
| Christopher Eccleston | Leonard "Nipper" Read                         |
| David Thewlis         | Leslie Payne                                  |
| Taron Egerton         | Edward "Mad Teddy" Smith                      |
| Chazz Palminteri      | Angelo Bruno                                  |
| Paul Bettany          | Charlie Richardson                            |
| Colin Morgan          | Frankie Shea                                  |
| Duffy                 | Timi Yuro                                     |
| Kevin McNally         | Harold Wilson                                 |
| John Sessions         | Lord Boothby                                  |
| Sam Spruell           | Jack McVitie                                  |